# Autonet
Autonet Satu Mare este unul din cei mai mari importatori de componente auto din România.
Compania Autonet, fondată în 1996 la Satu Mare, are peste 71 de depozite la nivel național, dintre care patru în București și a avut vânzări de 378 milioane euro în 2023. Compania este controlată de Zoltan Kondor, 45 de ani, cu o participație de 70% din acțiuni și de Mihaly Lieb, 44 de ani, cu 30%.